# Misión jesuítica de los Santos Mártires del Japón
La Misión jesuítica de los Santos Mártires del Japón fue una de las misiones que la Compañía de Jesús estableció en la provincia jesuítica del Paraguay durante la colonización española de América.
Está ubicada en la localidad de Mártires, 27°25′22.043″S 55°22′42.633″O / -27.42278972, -55.37850917, Provincia de Misiones, República Argentina.
Fue fundada por Agustín Contreras en 1639, refundada en 1704 y destruida en el año 1817. Fue abandonada cuando los jesuitas fueron expulsados de todos los dominios de la corona de España, incluyendo los de Ultramar, en el año 1767. 
Fue declarada Monumento Histórico Provincial por la Ley Nº 510 de 1969 y Lugar Histórico Nacional por Decreto Nº 2.210 de 1983.